# Аманква Форсон
Ама́нква Фо́рсон (англ. Amankwah Forson; нар. 31 грудня 2002) — ганський футболіст, вінгер англійського клубу «Норвіч Сіті» і збірної Гани.

## Клубна кар'єра
Виріс у містечку Канонго, а футболом почав займатися у Футбольній академії Західної Африки (ВАФА), розташованій у місті Согакопе. 12 грудня 2019 року дебютував у ганській Прем'єр-лізі в матчі проти клубу «Карела Юнайтед». У цьому поєдинку також відзначився своїм першим голом за команду.

### «Ред Булл» (Зальцбург)
У лютому 2021 року перейшов в австрійський клуб «Ред Булл» (Зальцбург). Провів п'ять матчів за молодіжну команду «Ред Булла» (до 18 років), після чого був відправлений в оренду до фарм-клубу «Ліферінг» до кінця сезону 2020–21. Дебютував за нову команду 5 квітня, вийшовши на заміну в матчі Другої ліги проти клубу «Флорідсдорфер». 30 квітня в поєдинку проти «Дорнбірна» забив свій перший гол за «Ліферінг».

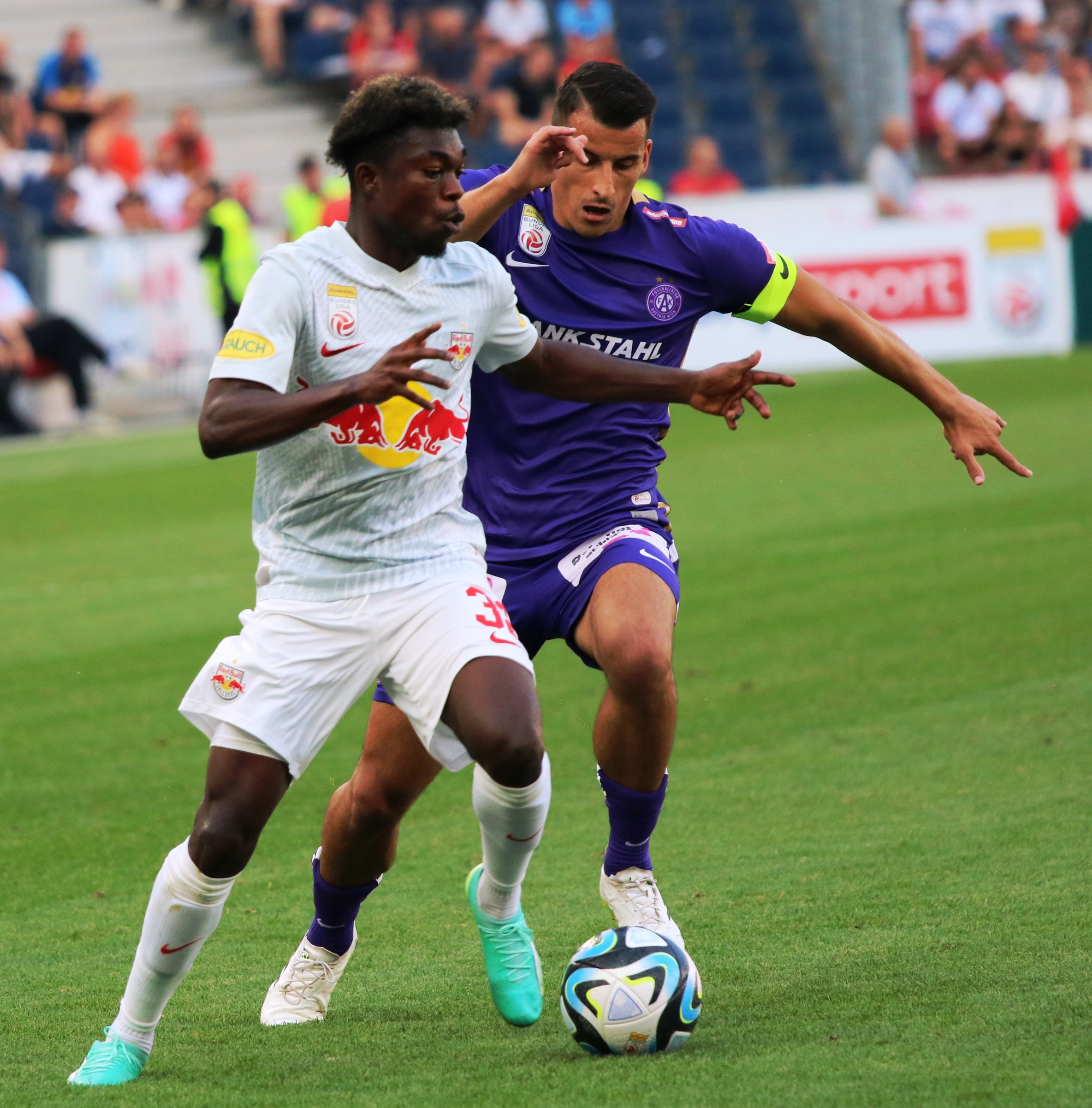
Форсон (ліворуч) у матчі Бундесліги проти Манфреда Фішера з «Аустрії» (Відень), 2023

Сезон 2021–22 розпочав у складі «Ліферінга» як основний гравець команди. 2 березня 2022 року дебютував за «Ред Булл» в матчі Австрійської Бундесліги проти ЛАСКа, вийшовши на заміну Джуніору Адаму. Загалом у сезоні 2021–22 провів за «Ліферінг» 19 матчів і забив 3 голи.
27 червня 2022 року відправився в сезонну оренду в клуб Австрійської Бундесліги «Райндорф Альтах». 16 липня дебютував за «Альтах», вийшовши на заміну Йоганнесу Тартаротті в матчі Кубка Австрії проти «Електри», і відзначився першим м'ячем за команду. 30 жовтня в поєдинку проти «Аустрії» (Відень) забив свій перший гол в австрійській Бундеслізі. Наприкінці грудня 2022 року «Зальцбург» достроково відкликав гравця з оренди. До того моменту провів за команду 18 поєдинків, в яких забив 2 голи і віддав 5 результативних передач. Другу половину сезону 2022–23 виступав за «Ред Булл» (провів 12 матчів) і допоміг команді виграти 10-те чемпіонство поспіль.
13 серпня 2023 року забив свій перший гол за «Ред Булл» у матчі Бундесліги проти «Аустрії» (Відень). 26 вересня в поєдинку другого раунду Кубка Австрії проти «Аустрії» (Зальцбург) відзначився дублем. 3 жовтня дебютував в єврокубках в матчі групового етапу Ліги чемпіонів УЄФА проти клубу «Реал Сосьєдад», вийшовши на заміну Мауріцу К'єргору. 16 жовтня продовжив контракт з «Ред Буллом» до червня 2027 року.

### «Норвіч Сіті»
9 серпня 2024 року перейшов в англійський клуб Чемпіоншипу «Норвіч Сіті», підписавши чотирирічний контракт з опцією продовження ще на один рік. 10 серпня 2024 року дебютував за «Норвіч Сіті» в матчі Чемпіоншипу проти клубу «Оксфорд Юнайтед», вийшовши на заміну Ліаму Гіббсу. 4 січня 2025 року в  поєдинку Чемпіоншипу проти «Ковентрі Сіті» забив свої перші голи за клуб, оформивши дубль і принісши перемогу своїй команді (2-0).

## Кар'єра в збірній
18 березня 2024 року вперше викликаний до збірної Гани головним тренером Отто Аддо для участі в товариських матчах проти збірних Нігерії та Уганди. 22 березня дубютував за збірну Гани в поєдинку проти Нігерії, вийшовши в стартовому складі.

## Статистика виступів

### Клубна статистика
Станом на 3 травня 2025 
| Клуб                 | Сезон            | Чемпіонат         | Чемпіонат | Чемпіонат | Кубок | Кубок | Кубок ліги | Кубок ліги | Єврокубки | Єврокубки | Інші  | Інші | Всього | Всього |
| Клуб                 | Сезон            | Дивізіон          | Матчі     | Голи      | Матчі | Голи  | Матчі      | Голи       | Матчі     | Голи      | Матчі | Голи | Матчі  | Голи   |
| -------------------- | ---------------- | ----------------- | --------- | --------- | ----- | ----- | ---------- | ---------- | --------- | --------- | ----- | ---- | ------ | ------ |
| ВАФА                 | 2019–20          | Прем'єр-ліга Гани | 10        | 1         | —     | —     | —          | —          | —         | —         | —     | —    | 10     | 1      |
| ВАФА                 | 2020–21          | Прем'єр-ліга Гани | 6         | 0         | —     | —     | —          | —          | —         | —         | —     | —    | 6      | 0      |
| ВАФА                 | Всього           | Всього            | 16        | 1         | —     | —     | —          | —          | —         | —         | —     | —    | 16     | 1      |
| Ред Булл (Зальцбург) | 2021–22          | Бундесліга        | 1         | 0         | 0     | 0     | —          | —          | 0         | 0         | —     | —    | 1      | 0      |
| Ред Булл (Зальцбург) | 2022–23          | Бундесліга        | 12        | 0         | 0     | 0     | —          | —          | 0         | 0         | —     | —    | 12     | 0      |
| Ред Булл (Зальцбург) | 2023–24          | Бундесліга        | 23        | 2         | 2     | 2     | —          | —          | 4         | 0         | —     | —    | 29     | 4      |
| Ред Булл (Зальцбург) | Всього           | Всього            | 36        | 2         | 2     | 2     | 0          | 0          | 4         | 0         | —     | —    | 42     | 4      |
| → Ліферінг           | 2020–21          | Друга ліга        | 10        | 3         | —     | —     | —          | —          | —         | —         | —     | —    | 10     | 3      |
| → Ліферінг           | 2021–22          | Друга ліга        | 19        | 3         | —     | —     | —          | —          | —         | —         | —     | —    | 19     | 3      |
| → Ліферінг           | Всього           | Всього            | 29        | 6         | —     | —     | —          | —          | —         | —         | —     | —    | 29     | 6      |
| → Райндорф Альтах    | 2022–23          | Бундесліга        | 16        | 1         | 2     | 1     | —          | —          | —         | —         | —     | —    | 18     | 2      |
| Норвіч Сіті          | 2024–25          | Чемпіоншип        | 21        | 2         | 1     | 0     | 2          | 0          | —         | —         | —     | —    | 24     | 2      |
| Всого за кар'єру     | Всого за кар'єру | Всого за кар'єру  | 118       | 12        | 5     | 3     | 2          | 0          | 4         | 0         | 0     | 0    | 130    | 15     |

1. ↑  Матчі в Лізі чемпіонів УЄФА

### Міжнародна статистика
Станом на 26 березня 2024 
| Збірна            | Сезон             | Товариські | Товариські | Офіційні | Офіційні | Всього | Всього |
| Збірна            | Сезон             | Матчі      | Голи       | Матчі    | Голи     | Матчі  | Голи   |
| ----------------- | ----------------- | ---------- | ---------- | -------- | -------- | ------ | ------ |
| Гана              |                   |            |            |          |          |        |        |
| 2024              | 2                 | 0          | 0          | 0        | 2        | 0      |        |
| Всього за кар'єру | Всього за кар'єру | 2          | 0          | 0        | 0        | 2      | 0      |

### Матчі за збірну
Станом на 26 березня 2024 
| Матчі Авамнкви Форсона за збірну Гани | Матчі Авамнкви Форсона за збірну Гани | Матчі Авамнкви Форсона за збірну Гани | Матчі Авамнкви Форсона за збірну Гани | Матчі Авамнкви Форсона за збірну Гани | Матчі Авамнкви Форсона за збірну Гани | Матчі Авамнкви Форсона за збірну Гани | Матчі Авамнкви Форсона за збірну Гани |
| №                                     | Дата                                  | Суперник                              | Рахунок                               | Голи                                  | Картки                                | Хвилини                               | Змагання                              |
| ------------------------------------- | ------------------------------------- | ------------------------------------- | ------------------------------------- | ------------------------------------- | ------------------------------------- | ------------------------------------- | ------------------------------------- |
| 1                                     | 22 березня 2024                       | Нігерія                               | 1–2                                   |                                       |                                       | 63'                                   | Товариський матч                      |
| 2                                     | 26 березня 2024                       | Уганда                                | 2–2                                   |                                       |                                       | 25'                                   | Товариський матч                      |

Всього: 2 матчі / 0 голів; 0 перемог, 1 нічия, 1 поразка.

## Досягнення
- Чемпіон Австрії (2): 2021–22, 2022–23[33]